# Gălești
Gălești (Hongaars: Nyárádgálfalva) is een comună in het district Mureş, Transsylvanië, Roemenië. Het is opgebouwd uit zeven dorpen, namelijk:
- Adrianu Mare
- Adrianu Mic
- Bedeni
- Găleşti
- Maiad
- Sânvăsii (gesticht in 2004)
- Troiţa

## Demografie
De comună heeft een absolute Szeklers-Hongaarse bevolkingsmeerderheid. Volgens de volkstelling van 2007 telde het zo'n 2.871 inwoners waarvan er 2.688 (93,6%) Hongaren waren.